# Kostel Nanebevzetí Panny Marie (Bučovice)
Kostel Nanebevzetí Panny Marie je římskokatolický farní chrám v Bučovicích, Jihomoravském kraji, okrese Vyškov, slavkovském děkanství . Je chráněn jako kulturní památka České republiky. Je součástí římskokatolické farnosti Bučovice

## Popis
Ve výklencích v průčelí jsou sochy sv. Petra a Pavla, před kostelem pak sv. Jana Nepomuckého z roku 1722 a sv. Jana Sarkandera z roku 1720. Po pravé straně před kostelem je sousoší sv. Cyrila a Metoděje z roku 1885, které sem věnovala místní Občanská záložna v roce 1885 při příležitosti 1000. výročí úmrtí sv. Metoděje. Po levé straně kostela je socha sv. Floriána z roku 1900.

## Historie
Kostel byl postaven v letech 1637–1641 za Maxmiliána z Lichtenštejna švýcarsko-italským architektem Giovannim Giacomem Tencallou v barokním slohu. V roce 1642 kostel vysvětil olomoucký kanovník Kašpar Karas z Rhomsteinu. Oratoř a kruchta byly přistavěny roku 1748 podle rakouského architekta Antona Erharda Martinelli (1684–1747). Ve 20. letech 19. století došlo ke klasicistní přestavbě a byly vystavěny boční lodě.